# Битпоп
Битпоп (англ. Bitpop) — жанр электронной музыки, для которого характерно использование электронного звука, напоминающего тот, что применялся в старых 8-битных компьютерах (Commodore 64, ZX Spectrum) и игровых приставках (Nintendo, Game Boy, Atari и тд.), с традиционными инструментами, такими как синтезаторы, драм-машины, гитары, а также с вокалом.

## Особенности стиля
Простой восьмибитный звук дополняется танцевальным битом, а порой также и мягким ненавязчивым вокалом, как в старых мультиках.
Концепция этого стиля — жизнерадостность, проявляемая во всем — начиная с самой музыки, переполненной беспричинным младенческим позитивом, и заканчивая незатейливо яркими цветами на обложках дисков и одежде.